# 地役権図面
地役権図面（ちえきけんずめん）とは、地役権の及ぶ範囲を示した、不動産登記法の規定に基づく図面をいう。地役権に関する土地のうち、承役地について作製される。

## 概要
不動産登記規則第79条各項によれば、地役権図面には、地役権設定の範囲を明確にし、方位、地番および隣地の地番並びに申請人の氏名または名称を記録し、作成の年月日を記録しなければならないとされている。また、書面申請において提出する地役権図面には、地役権者が署名し、または記名押印しなければならないとされている。
なお、地役権図面は、適宜の縮尺により作成できる。